# Marans (Huhn)
| Marans                    | Marans |
| Marans-Hahn Kupferschwarz | Marans-Hahn Kupferschwarz |
| BDRG - Standard Nr.       | BDRG - Standard Nr. |
| ------------------------- | --- |
| Herkunft                  | Am Ende des 19. Jahrhunderts im Westen Frankreichs in und um die Stadt Marans erzüchtet.                                         |
| Gesamteindruck            | Kräftiges, robustes, aber dennoch bewegliches Huhn mit vollem, breitem, aber nicht plumpem Körper, mit leicht befiederten Beinen |
| Jahr                      | |
| Farbe                     | schwarz-kupfer, schwarz-silber, weizenfarbig, gesperbert, Weiß und Blau-Kupfer                                                   |
| Gewicht                   | Hahn 3,5 bis 4,0 kg Henne 2,5 bis 3 kg                                                                                           |
| Legeleistung              | ca. 150 bis 180 Eier |
| Eierschalenfarbe          | rotbraun bis hellbraun mit dunklen Flecken                                                                                       |
| Eiergewicht               | 60 bis 75 Gramm |
| Liste der Hühnerrassen    | |

Marans ist die Bezeichnung einer großen Hühnerrasse, die in Frankreich um die Stadt Marans erzüchtet wurde.
Ihre Zucht lässt sich bis auf die Mitte des 19. Jh. zurückverfolgen. In Deutschland ist die Rasse seit 1979 anerkannt.

## Beschreibung
Marans sind sehr auslauffreudige, lebendige und dennoch etwas scheue Tiere, manche können auch einen leicht kämpferischen Charakter entwickeln. Bei der Zucht wird nebst dem Körperbau und dem Federkleid jeweils auch auf eine möglichst dunkle Färbung der Eier geachtet. Die Legeleistung beträgt um die 150 bis 180 Eier im Jahr. Das Bruteiermindestgewicht liegt bei 65 g.
Der Hahn hat ein Gewicht von 3,5–4 kg und die Henne 2,5–3 kg.
Mit den Zwerg-Marans gibt es auch eine Zwerghuhnrasse, die vom selben Sonderverein betreut wird.

## Eier

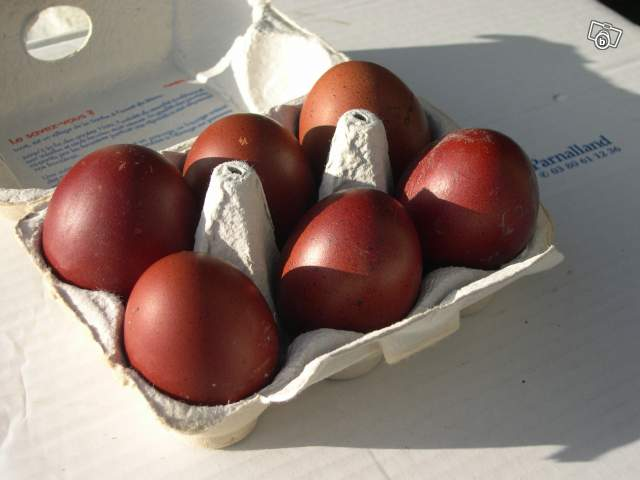
Marans Eier

Eine Eigenschaft dieser Hühnerrasse sind die hell- bis dunkelbraunen Eier, welche mit dunklen Flecken bedeckt sein können und deren Farbe im Jahresverlauf heller wird.
Im Verlauf des Legejahrs hellen die Eier immer mehr auf, sie sind dann immer noch satt braun, teils mit etwas dunkleren Flecken, aber nicht mehr ganz so dunkel wie zu Beginn. Mit Beginn der nächsten Legeperiode fangen die Eier wieder so dunkel an wie im Jahr davor. Eine weitere Besonderheit dieser Eier ist ihre sehr dicke Schale, welche die Verdunstung von Flüssigkeit und das Eindringen von Keimen erschwert. Dadurch können sie nicht nur sehr lange gelagert werden, sondern taugen evtl. auch noch nach Monaten zum Ausbrüten.

## Farbenschläge (Galerie)
In Deutschland wird die Rasse vor allem in Schwarz-Kupfer und in weit geringerem Umfang Blau-Kupfer (spalterbig!) gezüchtet, seltener in Silber-Sperber. Seit 2011 sind auch die Farbenschläge Schwarz-silber und einige mehr durch den Bund Deutscher Rassegeflügelzüchter anerkannt, für die es aber nur sehr begrenzt Züchter gibt.
In Frankreich gibt es noch weitere Farbenschläge.

Marans, Schwarz Kupfer
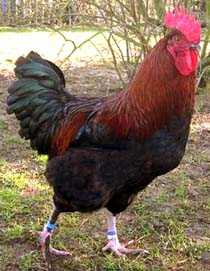
Marans-Hahn, Schwarz Kupfer
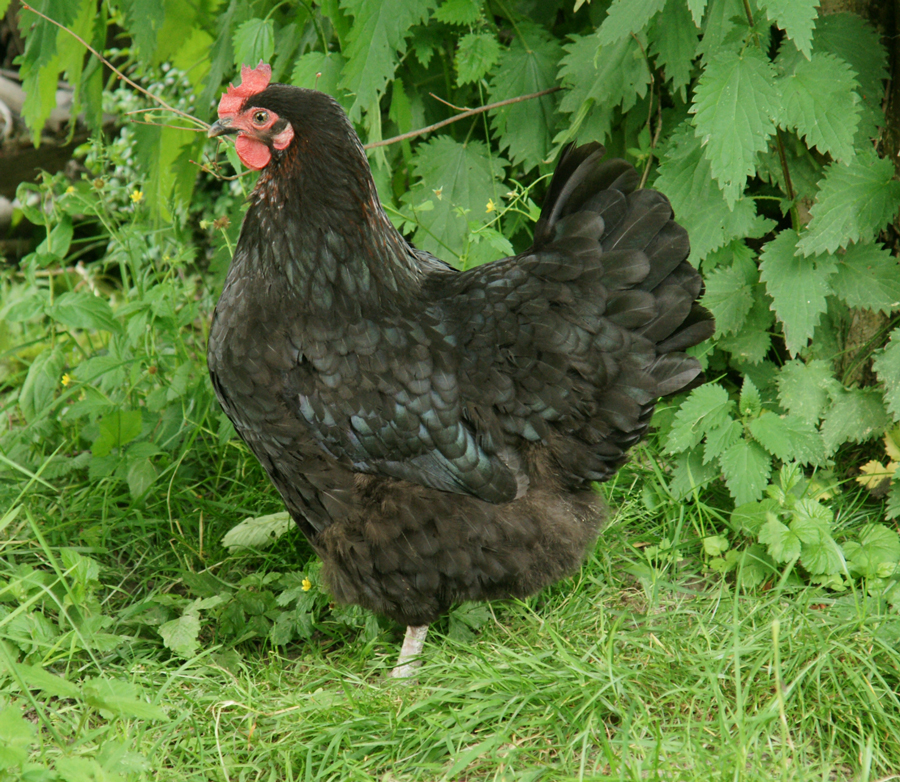
Marans-Henne, Schwarz Kupfer
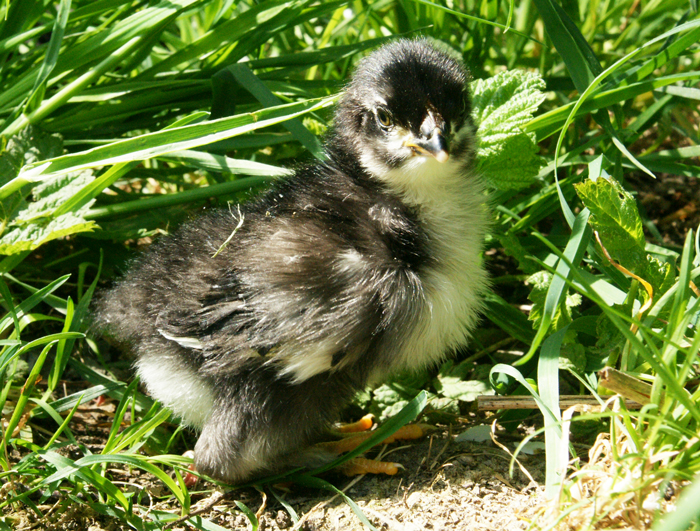
Marans-Küken, Schwarz Kupfer

Marans, Schwarz Silber
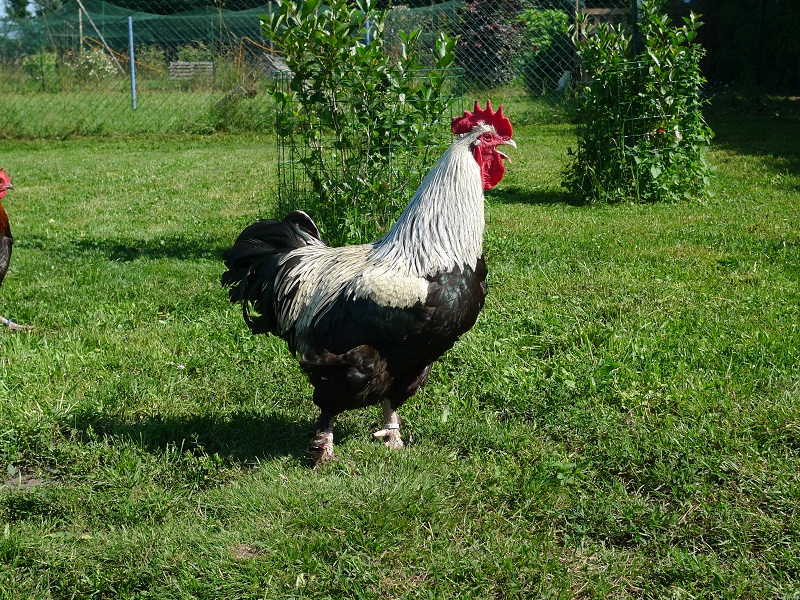
Marans-Hahn, Schwarz Silber

Marans, Blau Silber
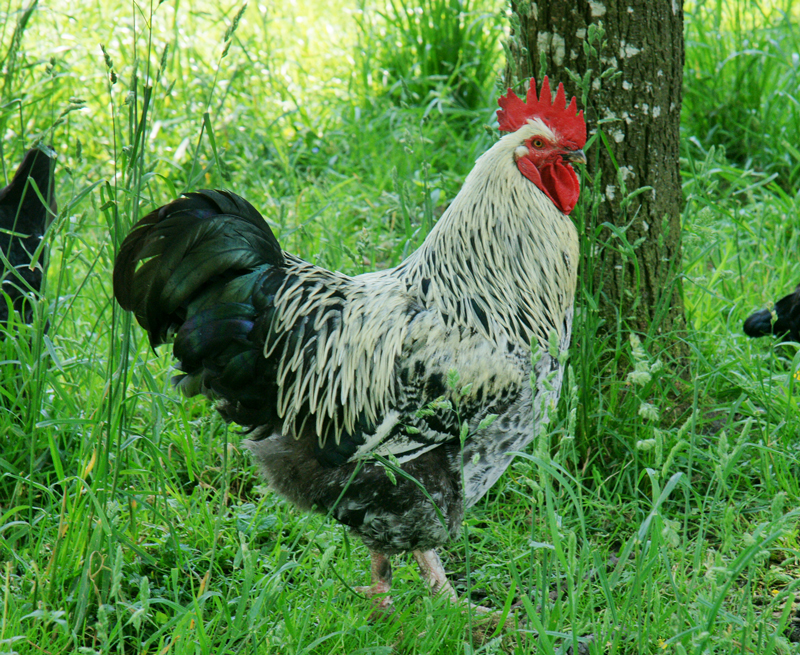
Marans-Hahn, Blau Silber
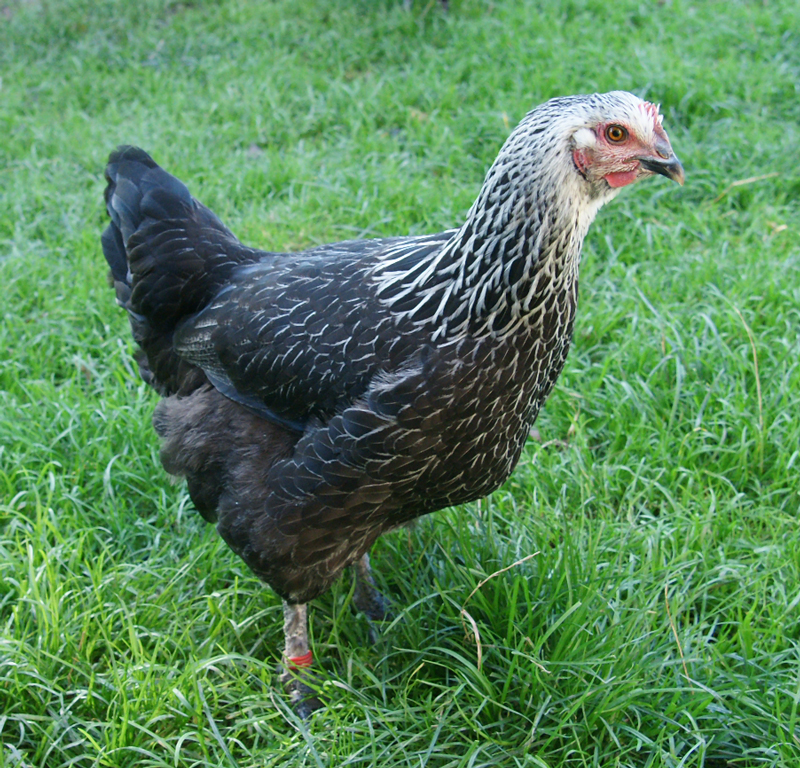
Marans-Junghenne, Blau Silber

Marans, Silberhalsig gesperbert
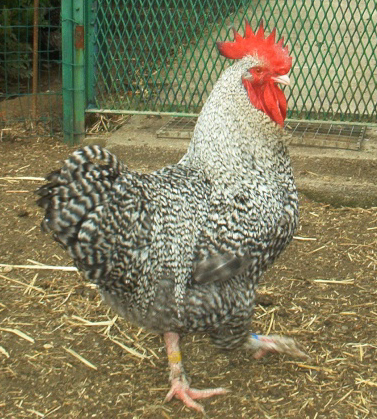
Marans-Hahn, Silberhalsig gesperbert

Marans, Gold Weizenfarbig
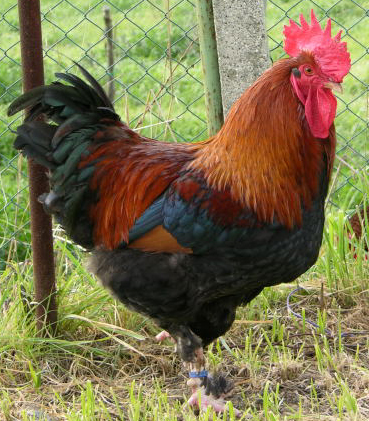
Marans-Hahn, Gold Weizenfarbig
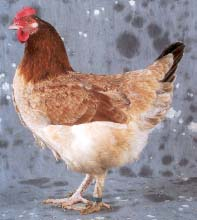
Marans-Henne, Gold Weizenfarbig